# Parafia Trójcy Świętej w Mierzynie
Parafia pw. Trójcy Świętej w Mierzynie – parafia należąca do dekanatu Gościno, diecezji koszalińsko-kołobrzeskiej, metropolii szczecińsko-kamieńskiej. Została utworzona w 1989 roku. Siedziba parafii mieści się pod numerem 6/3.
Pierwszym proboszczem parafii był ksiądz Ireneusz Żejmo. 

## Miejsca święte

### Kościół parafialny
Kościół pw. Trójcy Świętej w Mierzynie
Kościół parafialny został zbudowany w XIX wieku, poświęcony w 1947. 

### Kościoły filialne i kaplice
- Kościół pw. św. Piotra i Pawła Apostoła w Parsowie
- Kaplica pw. św. Maksymiliana Marii Kolbego w Daszewie
- Kaplica pw. Miłosierdzia Bożego w Warninie
- Punkt odprawiania Mszy św. w Domu Pomocy Społecznej w Parsowie